# 絕對會變成BL的世界VS絕不想變成BL的男人
《絕對會變成BL的世界VS絕不想變成BL的男人》（日語：絶対BLになる世界VS絶対BLになりたくない男）為紺吉所繪製的日本漫畫作品，簡稱為「絕對BL」。在2018年11月7日開始，於『pixiv漫畫』、『漫畫Jam』的平台上開始連載。單行本則由祥傳社代理發行、已發行2卷（截至2020年12月）。截至2021年2月，本作的累積銷售已超越25萬本。
在「次にくるマンガ大賞2019」Web漫畫部門中排名第11位、「WEB漫畫總選舉2019」則排名第4位。
於2020年4月發售電視劇CD聲帶、2021年5月預定推出第2輯。
於2021年3月決定推出電視劇，台灣由KKTV、friDay影音同步播出。

## 故事簡介
主角・路人在某日發現出場人物們必定以「BL（BoysLove）」作結論，由此發現自己是在BL漫畫世界居住的角色。「路人」的屬性就如字面意思、「平凡的樣貌」・「平凡的模樣」的所有者、並非主角，頂多只是作為群眾中的一人生活。但是，因日常的不經意的小事而心動的人們，他𣊬間想到自己所看過的「BL情節」不斷地在自己身旁上映。原本，喜歡女生的路人，為了不斷回避看似可以發展出BL戀愛的情景而開始不斷閱讀大量BL漫畫，並運用BL漫畫所學知識去在BL戀情萌芽前回避對方。在華麗出場的主角的另一面，喜歡不起眼的、平凡的路人角色"特別篇"的情景由而誕生、不斷不斷地向他引誘。最終路人能否反抗到底呢？

## 登場人物
主人公
配音 - 中島良樹/ 演出 - 犬飼貴丈
大學生。喜歡巨乳。喜歡貓。會用舌頭打結櫻桃梗。
滝本（たきもと）
主角的朋友、在家酒會成員。大學生。與秋人正在交往。身高188cm。屬性為「冷酷」「男子氣概」。
秋人（あきひと）
主人公的朋友、在家酒會成員。大學生。與滝本正在交往。身高174cm。屬性為「貧困學生」「容易害羞」。
七原 洋司（ようじ）
主角的朋友、在家酒會成員。大學生。與Masaya正在交往。身高175cm。屬性為「傲驕」「美人」。
Masaya
主角的朋友、在家酒會成員。大学生。與洋司正在交往。身高180cm。屬性為「逞強」「精力旺盛」。
涼太（りょうた）
主角的朋友。與斗真正在交往。身高174cm。屬性為「活力」「天然」。
斗真（とうま）
主角的朋友。與涼太正在交往。身高181cm。屬性為「型男」「非同性戀」→「執着」。
真山 真純（まやま ますみ）
Boys Love漫畫家。在學大學生。喜歡觀察人類。身高165cm。屬性為「腐男子」「自信」。
Miko
主角的家貓。男性。已做絕育手術。身高25cm。

### 其他人物
綾人（あやと）
配音 - 土田玲央/演出 - 優太朗
主角弟弟。高中2年級。身高168cm。屬性為「路人」「高中生」。
東條（とうじょう）
配音 - 江口拓也/演出 - 鹽野瑛久
綾人的密友。已向綾人告白。在高中擔任學生會會長。有在說謊時會偷望對方的習慣。身高182cm。屬性為「型男」「策略家」。
柳（やなぎ）
配音 - 下野紘
綾人的朋友。假對象。身高161cm。屬性為「可愛」「三角關係」。
三郷（みさと）
用關西腔說話的插班生。在幼稚園時曾與綾人訂下婚約。身高191cm。屬性為「淘氣」「犬系」。

## 電視劇
在2021年3月27日於朝日電視台頻道1播放的電視劇，台灣由KKTV、friDay影音同步播出。主演為犬飼貴丈。在原作中的主角並沒有給予明確的名字，只以主角自稱。但在電視劇就以路人（日語：モブ），即路人角色（日語：モブキャラクター）作為名字稱呼。宣傳口號為『想談戀愛的人們呀、儘管放馬過來！只有我是不會心動的！』

### 演員列表
- 路人 - 犬飼貴丈
- 綾人 - 優太朗
- 菊池 - 伊藤明日陽
- 東條 - 鹽野瑛久
- 内海 - 小南光司
- 加地 - 北村諒
- 咲田 - 栗山航
- 真山 - 和田颯（Da-iCE）〈特別演出〉
- 光 - 中本大賀（円神）
- 滝本 - 草地稜之（円神）
- 亮太 - 矢部昌暉（DISH//）
- 黒田 - 宇野結也
- 優希 - 宇佐卓真
- 斗真 - 小林亮太
- 秋人 - 濱正悟
- 柳 - 田村心
- 臼井 - こんどうようぢ
- 三崎 - 定本楓馬
- 瞬 - 本田響矢
- 三好 - 砂川脩彌
- 春生 - 坂田秀晃
- 山崎 - 井手上漠 (第二季第二集)

### 製作人員
- 原作 - 紺吉『絕對會變成BL的世界VS絕不想變成BL的男人』（祥傳社）
- 編劇 - 川﨑いづみ
- 導演 - 三木康一郎
- 主題曲 - Da-iCE「Bubble Love」（avex trax）
- 音效 - 小山繪里奈
- 製作協助 - FINE Entertainment
- 製作・原作 - 朝日電視台

## 外部連結
- 絕對會變成BL的世界VS絕不想變成BL的男人 （页面存档备份，存于） - 漫畫Jam